# Ясачная волость
Яса́чная волость — единица административно-территориального деления Русского царства и впоследствии Российской империи, получившая распространение на Урале и в Сибири в XVI—XVIII веках. Ясачные волости наряду со слободами входили в состав уездов, к ним относили территории, населённые коренными народами (тогда как в слободах жили русские переселенцы). С коренного населения ясачных волостей собирался ясак — дань, которую платили все мужчины в возрасте от 15 лет до инвалидности, дряхлости или до 55 лет. Ясак принимался преимущественно пушниной, иногда брали рыбой, скотом, по мере истребления диких зверей пушнину добывать было всё сложнее и в 1727 году был издан указ, разрешавший замену пушнины деньгами; но вскоре уплата ясака деньгами была признана для казны убыточной. В зависимости от местности пушной ясак был от 1 до 12 шкурок соболя. 
Ясак собирали при помощи местной знати. Ясачные волости возглавляли сотники, пятидесятники и десятники. Они находились в прямом подчинении у воеводской администрации. В воеводской канцелярии для учёта собранного ясака ежегодно составлялись приходные окладные ясачные книги, которые вместе с ясаком отсылались в столицу. Для обеспечения сбора ясака в уездном центре существовали аманатские избы, где содержались заложники от ясачных волостей из числа инородцев. 
Наименования ясачных волостей обычно отражали названия родоплеменных групп местного ясачного населения, например Терсяцкая волость Верхотурского уезда — от башкирского племени терсяк, Сальяуцкая волость Уфимского уезда — от племени сальют. Также встречались наименования ясачных улусов по имени князца, их возглавлявшего. Обычно такие улусы составляли лишь часть той или иной ясачной волости. В качестве примера можно привести Итиберскую волость телеутов (род, Четибер)  — в XVII веке в ясачных книгах Кузнецкого уезда значится как сама Итиберская волость, так и два улуса этой волости под названиями Когудеев улус и Озылбаев улус — оба улуса названы по имени телеутских князцов.